# 俠道会
俠道会（きょうどうかい）は、広島県尾道市に本部を置く指定暴力団。2023年末時点の勢力は約60人である。
前身は『高橋組』（尾道市）。

## 略歴

### 高橋組
昭和20年（1945年）10月、高橋徳次郎は広島県尾道市久保2丁目の新街の遊郭に新居を建て、博打を始めた。その後、高橋徳次郎は自宅に「高橋興行部」の看板を掲げた。高橋徳次郎は、興行の仕事を義父・津川嘉太郎に任せ、自身は賭場の運営に専念した。かつて日立造船で働いていた森田幸吉は、高橋徳次郎から盃をもらい、高橋徳次郎の若衆となった。
昭和26年（1951年）4月23日、高橋徳次郎は、尾道市市議会議員に立候補し、第3位で当選した。その後、高橋徳次郎はヤクザから引退し、賭場を森田幸吉に任せた。
昭和30年（1955年）12月、高橋徳次郎は、広島県県議会議員に当選した。
昭和42年（1967年）、波谷守之は、共政会樋上組・樋上実組長から、美能組（組長は美能幸三）・小原組との和解を依頼された。樋上実の提案は「美能幸三が山村辰雄への報復を止めるのならば、美能幸三を組長として、美能組・樋上組・小原組を統一する」というものだった。樋上実は、森田幸吉と二代目合田一家・浜部一郎総長に自分の提案を示し、合意を得た。波谷守之は、美能組幹部・薮内威佐夫とともに、札幌刑務所に行き、美能幸三を説得した。1回目、2回目の説得では美能幸三が納得しなかった。波谷守之は、3回目の説得で美能幸三を説得した。山田久が、共政会関係者を説得し、樋上実の提案に合意させた。
12月、広島県警尾道警察署は、野球賭博容疑で、高橋徳次郎や高橋組主要幹部を逮捕した。
広島抗争と同時期に、高知にある三代目山口組系豪友会との間でも抗争が起こった。
この時は森田が三代目山口組組長・田岡一雄を訪問し、その後に豪友会会長・中山勝正ら山口組首脳と会食して平和共存の話し合いをした。

### 初代俠道会
昭和44年（1969年）1月、森田幸吉が、元高橋組組員を中心に尾道市周辺の暴力団組員を糾合して、「俠道会」を結成した。

昭和44年（1969年）11月、共政会十一会（会長は竹野博士）組員と共政会村上組（組長は村上正明）組員が喧嘩をした。これを切っ掛けに第三次広島抗争が勃発した。
昭和45年（1970年）、下関市の合田一家・合田幸一総長の提唱により反山口組同盟・関西二十日会が結成された。加盟組織は、初代合田一家、大阪市の二代目松田組、神戸市の忠成会、姫路市の木下会、岡山市の初代浅野組、広島市の共政会、北九州市の初代工藤会など。
同年4月、森田幸吉は、高知県高知市に「俠道会高知支部」を設立した。
同年5月、森田幸吉は、愛媛県今治市に「俠道会今治支部」を設立した。
昭和46年（1971年）8月、浅野組との抗争の中で理事長が射殺される。同年10月に理事長の組葬が予定されたが寺院側から断られたほか、警察からは「義理かけ」であるとして中止の警告が行われた。
同年9月20日、副幹事長が尾道市の路上で浅野組組員を襲撃。組員の乗用車に車で体当たりで足止めをした後に拳銃を乱射したもので、2人が重軽傷。
昭和47年（1972年）1月、俠道会高知支部と山口組豪友会の間で、覚せい剤密売利権のトラブルを切っ掛けに抗争が勃発した。
同年5月、兵庫県有馬温泉で、山田久と森田幸吉の手打ちが行われた。仲人は、大日本平和会・平田勝市会長がなった。手打ち式の後、波谷守之と山田久と森田幸吉は、兄弟分になることを約束した。
昭和54年2月 会長代行の元中敏之が射殺される事件が起きた。
（1979年）4月16日、三代目山口組・田岡一雄組長は、田岡一雄の自宅で、山田久、森田幸吉、浅野組・浅野眞一組長、三代目共政会・門広相談役と会った。この席で、山口組と、それぞれ関西二十日会に所属していた共政会、侠道会、浅野組との共存共栄路線が確認された。
昭和56年（1981年）9月、森田幸吉は、香川県高松市で「新侠会」を結成させた。
昭和62年（1987年）、森田幸吉は、熊本県熊本市の熊本同志会を傘下に収めた。
昭和63年（1988年）、西日本二十日会が結成された。関西二十日会とは違い、特に山口組を仮想敵とするわけではなかった。西日本二十日会の加盟団体は、唐津市の西部連合、下関市の合田一家、広島市の三代目共政会、尾道市の初代侠道会、笠岡市の三代目浅野組、松山市の松山連合会、岡山市の木下会、徳島市の勝浦会、高松市の初代親和会、大阪市の波谷組だった。
平成元年（1989年）7月、森田幸吉は、自身の提案であった西日本二十日会を結成した。

### 二代目俠道会
平成元年（1989年）10月、森田幸吉は、跡目を初代俠道会副会長・森田和雄（森田幸吉の実弟）に譲った。
同年11月、森田幸吉が病死した。
平成2年（1990年）12月、森田和雄は、会の名称を「二代目俠道会」に改称した。
平成5年（1993年）3月4日、広島県公安委員会は、俠道会を指定暴力団に指定した。
平成8年（1996年）2月、四代目共政会、二代目俠道会、三代目浅野組、六代目合田一家、親和会は、親睦会「五社会」を結成した。

### 三代目俠道会
平成13年（2001年）5月、森田和雄は、俠道会理事長・池澤望（本名は渡邊望）を後継に指名した。
平成19年（2007年）3月22日、神戸市灘区の山口組本部で、池澤望と六代目山口組若頭補佐・寺岡修は、五分の兄弟盃を交わした。

## 歴代会長
- 高橋組 - 高橋徳次郎
- 初代 - 森田幸吉
- 二代目 - 森田和雄
- 三代目 - 池澤望（本名：渡邊望）

## 組織
- 総裁 - 池澤 望
- 会長 - 佐藤光司
- 会長代行 - 田中英哲
- 理事長 - 住田浩司（三代目長江組組長）
- 本部長 - 天嵜幸一（二代目弘田組組長）
- 幹事長 - 森田正一（幸信同志組組長）
- 副会長 - 松崎高義
- 副会長 - 平 信義（平組組長）
- 理事長補佐 - 村上純次（二代目井手組組長）
- 理事長補佐 - 森本憲一（二代目森本興業組長）
- 理事長補佐 - 平田昌史（三代目森田組組長）
- 理事長補佐 - 箱崎 誠（三代目池内組組長）
- 理事長補佐 - 山内啓由（山内組組長）
- 幹部 - 松崎史裕（二代目松崎会会長）
- 幹部- 久保 稔（二代目佐藤組組長）
- 幹部 - 二五展彰 （二代目宮永組組長）
- 幹部 - 豊田英一（豊田組組長）
- 幹部 - 三塩 正（二代目弘田組若頭）
- 直参 - 水上龍起
- 直参 - 湯浅箸彦
- 直参 - 市山 健（市山組組長）
- 直参 - 岡田尊裕（三代目曽根組組長）
- 直参 - 清水孝治（三代目天山会会長）
- 直参 - 藤原圭介（二代目因島幸和会会長）
- 直参 - 岡崎宣卓（幸信同志組若頭）
- 直参 - 山本巧（三代目森田組若頭）
- 参与 - 湟橋弘磨（湟橋組組長）
- 参与 - 樋口 薫（樋口組組長）
- 参与 - 篠原 宏（極友会会長）
- 相談役 - 弘田時秀

## 関連書籍
- 原作：正延哲士、脚本：天龍寺弦、画：松田一輝『実録 義俠ヤクザ伝 俠道 高橋徳次郎』竹書房バンブーコミックス、2006年、ISBN 4-8124-6361-0
- 原作：正延哲士、脚本：天龍寺弦、画：松田一輝『実録 義俠ヤクザ博徒伝 俠道 森田幸吉』竹書房バンブーコミックス、2007年、ISBN 4-8124-6393-9

## 関連映像作品
- 『新・鯨道 -侠魂-』（2009年、GPミュージアム）、森田幸吉役は神保悟志
- 『新・鯨道 -侠魂- 完結編』（2009年、GPミュージアム）、森田幸吉役は神保悟志